# Pombo-coroado-de-choiseul
Pombo-coroado-de-choiseul ou pombo-da-choiseul (nome científico: Microgoura meeki) é uma espécie extinta de ave que pertence à família Columbidae. Era endêmica da ilha Choiseul, uma das Ilhas Salomão, embora haja relatos não confirmados de que tenha vivido em algumas ilhas próximas. É o único representante do gênero Microgoura e não tem subespécies conhecidas. Acredita-se que seu "primo" vivo mais próximo seja o pombo Trugon terrestris da Indonésia e Papua Nova Guiné, que tem uma plumagem parecida. Extinta no início do século XX, restaram apenas cinco peles e um esqueleto parcial, mantidos hoje no Museu Americano de História Natural, além de uma pele e um ovo guardados no Museu de História Natural de Tring, na Inglaterra.
O pombo media 31 cm de comprimento, e tanto o macho quanto a fêmea possuíam uma plumagem verde-acinzentada com o abdome laranja-acastanhado. Sua cabeça tinha um penacho longo e arredondado, parecendo uma coroa, de cor azul-ardósia. Ele emergia da parte posterior da crista e não se sabe ao certo se a ave mantinha o penacho ereto ou aplanado. Na testa havia um escudo frontal. O queixo e garganta eram cobertos por algumas penas pretas, enquanto que o azul-ardósia do pescoço se mesclava com a plumagem amarronzada do peito. A cauda, curta e arredondada, era azul-marinho com um brilho iridescente ligeiramente roxo. Tinha o bico de duas cores: a mandíbula superior era azul-pálido com a ponta preta, enquanto a inferior era vermelha. A plumagem dos filhotes é desconhecida.
Como a espécie foi extinta antes que significativas observações de campo pudessem ser feitas, não se sabe muito sobre seu comportamento. Acredita-se que tinha hábitos terrestres e que chocava um único ovo numa depressão no solo. Pousava em pares ou em pequenos grupos de três ou quatro em arbustos. Era bem manso, permitindo que caçadores o capturasse com facilidade. Sua vocalização foi descrita como um "belo assobio". Vivia em florestas de terras baixas, principalmente nas áreas costeiras pantanosas sem manguezais. A espécie foi registrada por Albert Stewart Meek, que em 1904 recolheu seis adultos e um ovo na parte norte da ilha. Apesar de muitas buscas, a existência do pombo-coroado-de-choiseul não mais foi comprovada por cientistas desde o registro de Meek. O último relato não confirmado do pombo data do início da década de 1940. Acredita-se que a ave já estava à beira da extinção quando foi descrita pela ciência. Os nativos apontaram como causa do seu desaparecimento a introdução de predadores como cães e gatos selvagens.

## Taxonomia

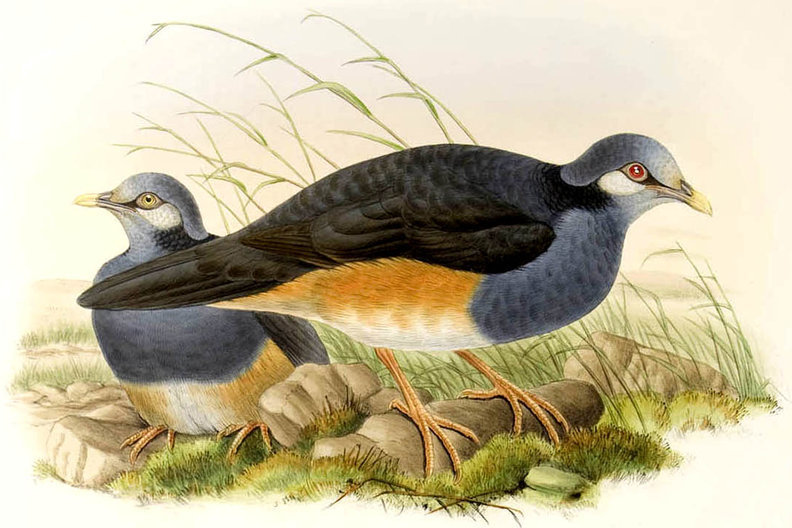
Desenho do Trugon terrestris, um "primo" próximo do pombo-coroado-de-choiseul.

O pombo-coroado-de-choiseul, também conhecido em português como pombo-da-choiseul, foi descrito cientificamente em 1904 pelo zoólogo britânico Walter Rothschild. Essa descrição pioneira foi feita com base em seis exemplares, sendo três do sexo masculino e três do sexo feminino, e um ovo, recolhidos por Albert Stewart Meek no início daquele ano. A ave foi classificada no gênero monotípico (ou seja, que tem apenas uma espécie) Microgoura, cujo nome vem do grego antigo mikros ("pequeno"), e goura, palavra usada pelos povos aborígenes da Nova Guiné para se referir aos pombos coroados, como os do gênero Goura. Rothschild nomeou a espécie em homenagem a Meek, batizando-a com o epíteto específico meeki. Apesar de seu parentesco evolutivo não estar totalmente esclarecido, acredita-se que o pombo-coroado-de-choiseul era mais próximo do Trugon terrestris da Indonésia e Papua Nova Guiné, que tem a plumagem parecida. Também foi sugerido que a espécie é um elo entre o Trugon terrestris e os pombos coroados; no entanto, outras fontes afirmam que ele pode não ter sido intimamente relacionado com tais pombos pois sua crista era bem diferente. Com base em evidências comportamentais e morfológicas, Jolyon C. Parish propôs que a ave deve ser colocada na subfamília Gourinae juntamente com os pombos Goura, o dodô, o solitário-de-rodrigues, e outros. Não há subespécies conhecidas do pombo-coroado-de-choiseul.
Atualmente, cinco peles e um esqueleto parcial são mantidos no Museu Americano de História Natural, em Nova Iorque, enquanto uma única pele e um ovo estão guardados no Museu de História Natural de Tring, na Inglaterra. Em língua inglesa, a espécie é conhecida pelos seguintes nomes populares: Choiseul pigeon, Solomon crowned pigeon, Solomon Islands pigeon, Solomons crested pigeon, Solomon Islands crested pigeon, Choiseul crested pigeon, crested Choiseul pigeon, Meek's pigeon, Meek's ground pigeon, e dwarf goura (goura-anã, em tradução livre). Os povos indígenas de Choiseul chamavam a espécie de "kumku-peka" ou "kukuru-ni-lua", que se traduz literalmente como "pombo da terra".

## Descrição

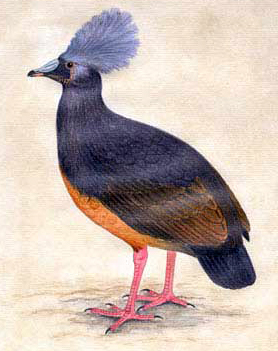
Desenho baseado na ilustração de 1904 mostrando um arranjo diferente do penacho na cabeça.

O pombo-coroado-de-choiseul tinha cerca de 31 cm de comprimento. A asa do macho media 19,5 a 19,7 cm, a cauda 10 a 10,5 cm, o cúlmen 3,4 cm, e o tarso 6 cm. A asa da fêmea tinha 18 a 19 cm, a cauda 10 cm, o cúlmen 3,3 cm, e o tarso 6 cm. Adultos de ambos os sexos possuíam uma plumagem verde-acinzentada com o abdome laranja-acastanhado. Sua cabeça tinha um característico penacho longo e arredondado, com uma textura "peluda". Este penacho, semelhante a uma coroa, era azul-ardósia e emergia a partir da parte posterior da crista da ave. Embora muitos artistas tenham especulado, não se sabe como o pombo mantinha seu penacho em vida, se erguido ou abaixado, pois os relatos de Albert Meek não abordam esse detalhe. John Gerrard Keulemans, autor da ilustração que acompanha a descrição original de Rothschild, retratou o penacho como sendo plano, com base nos espécimes de Meek; outros artistas o desenharam esticado e afilado como o dos pombos coroados. Tem sido sugerido que os penachos dos exemplares mantidos em museus foram achatados durante a preparação.
Na testa da ave havia um escudo frontal sem penas e de cor azul-calcário pálido. Ao seu redor existiam penas pretas curtas e aveludadas que se estendiam da base do bico até à área logo abaixo e à frente do olho, enquanto a área abaixo do olho era rosada. O queixo e garganta da ave eram escassamente cobertos por penas pretas e aveludadas, enquanto o pescoço possuía uma tonalidade azul-ardósia que se mesclava com a plumagem cinza-amarronzada do peito. O abdome e as penas que recobriam a parte debaixo da cauda eram de cor laranja-vivo, enquanto a cauda era cinza-enegrecido. A asa tinha uma plumagem de cor semelhante à ardósia com um toque de marrom em sua base, e que tornava-se marrom-escura na ponta da asa. O dorso era cinzento e as ancas marrons, enquanto que as penas que recobriam a parte superior da cauda eram cinza-fuligem com pontos enegrecidos. A cauda, curta e arredondada, tinha uma cor azul-marinho com um brilho iridescente ligeiramente roxo. O bico era bicolor: a mandíbula superior de cor azul-pálido com a ponta preta, enquanto a mandíbula inferior era vermelha. A plumagem dos indivíduos jovens é desconhecida. Os pés da ave eram vermelho-púrpura claro e sem penas até o calcanhar, enquanto a íris era marrom-escura.
O canto do pombo nunca foi registrado; no entanto, depois que se tornou extinto, indígenas o descreveram como possuidor de um "belo assobio em ascenso e descenso emitido a partir de seus poleiros todas as noites". Outros descreveram o chamado como um grave "c-r-r-ooo," "cr-ooo," ou "cr-o-o-o".

## Comportamento e ecologia
Pouco se sabe sobre o comportamento da espécie, já que foi extinta antes que significativas observações de campo pudessem ser realizadas. É bem provável que o pombo-coroado-de-choiseul tivesse hábitos predominantemente terrestres, alimentando-se e construindo seus ninhos próximo ao solo da floresta. Os povos indígenas da vila de Vundutura disseram que a ave podia pernoitar, em pares ou em grupos de três ou quatro, em pequenos arbustos perto do chão. Eles alegaram que o pombo era muito manso, permitindo que os caçadores locais pudessem abordá-lo e apanhá-lo de seu poleiro com a mão. Relataram ainda que a espécie tinha pedras em sua moela. Colocavam um único ovo de cor creme-escuro numa depressão no solo. O ovo media cerca de 4,3 por 3,1 cm, considerado proporcionalmente pequeno em relação ao porte da ave.

## Distribuição e habitat

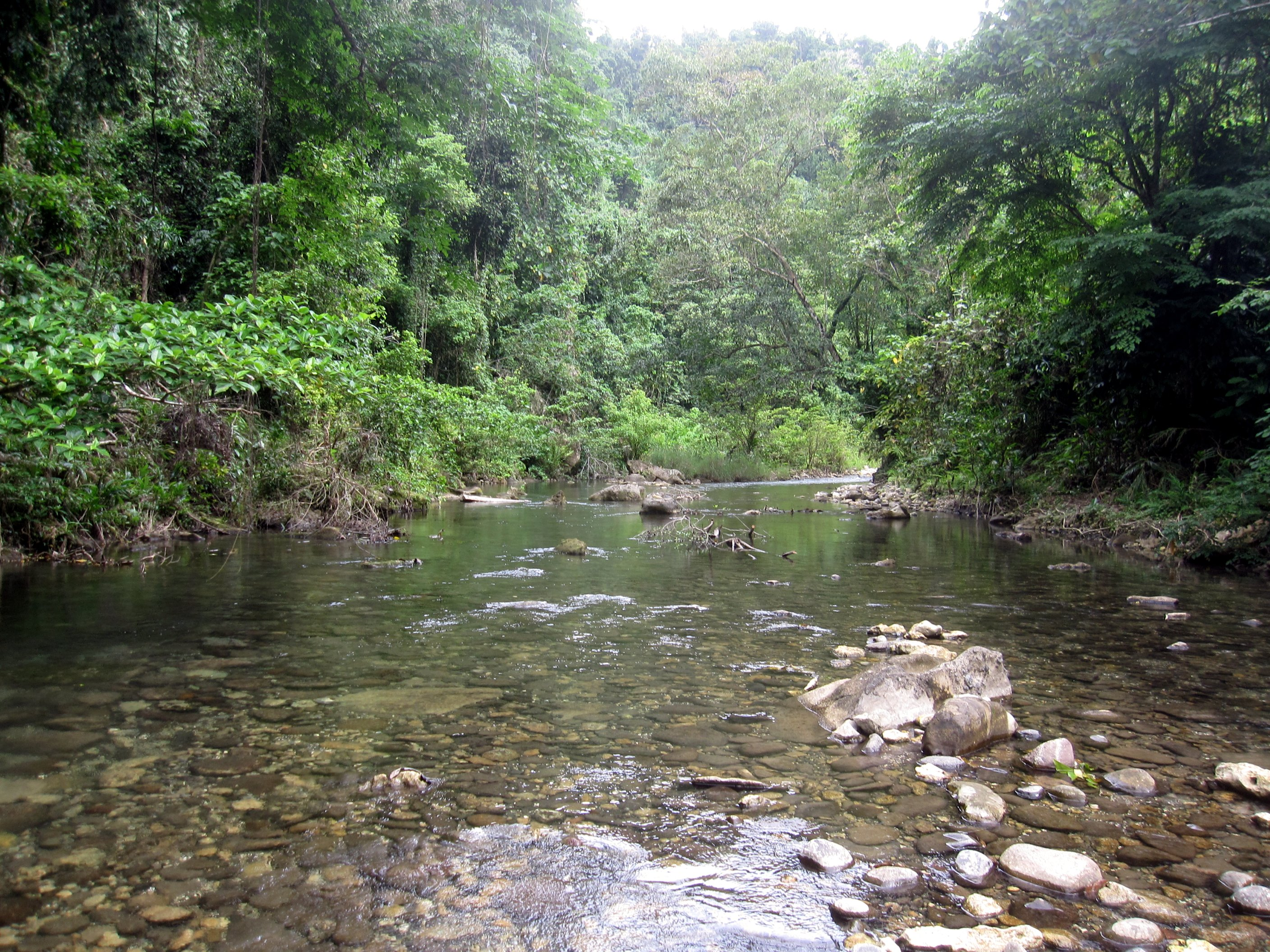
Floresta nas ilhas Salomão, 2012.

O pombo-coroado-de-choiseul era uma ave não migratória e acredita-se que vivia no chão de florestas de terras baixas, incluindo áreas pantanosas costeiras sem manguezais. Ele é geralmente considerado endêmico da ilha Choiseul, uma das ilhas Salomão ao largo da costa da Nova Guiné, onde os únicos espécimes foram coletados. Os exemplares adquiridos por Meek provavelmente foram capturados perto da baía Choiseul, na parte norte da ilha. Os últimos relatos da espécie fornecidos pelos indígenas vieram do Rio Kolombangara.
A espécie supostamente também habitou as ilhas vizinhas de Santa Isabel e Malaita, e suspeita-se que possa ter vivido na ilha Bougainville. No entanto, esses relatos nunca foram confirmados e devem ser encarados como anedóticos. Pode ser considerado muito inusitado o pombo-coroado-de-choiseul ser verdadeiramente endêmico de Choiseul, uma vez que a ilha não abriga nenhuma outra espécie endêmica, e o pombo nunca foi ecologicamente ligado a outra espécie da ilha.

### Últimos avistamentos
Em janeiro de 1904 seis exemplares e um ovo foram recolhidos por Albert Stewart Meek, um colecionador de aves que trabalhava para Walter Rothschild, perto da baía Choiseul na ilha de mesmo nome. Vários garotos locais disseram a Meek que o pombo também poderia ser encontrado nas ilhas vizinhas de Santa Isabel e Malaita. Embora Meek não tenha viajado para estas ilhas, ele efetivamente procurou a espécie na ilha de Bougainville, que fica próximo a Choiseul, mas não encontrou qualquer indício de sua presença. Nenhum outro exemplar jamais foi recolhido ou visto por cientistas ocidentais.
O pombo-coroado-de-choiseul não foi procurado novamente até 1927, e depois em outubro de 1929, quando cinco colecionadores veteranos da Whitney South Sea Expedition dedicaram três meses na busca pelo pombo em vários locais por toda a ilha Choiseul. Não tiveram nenhum sucesso. Grande parte dos indígenas entrevistados por integrantes desta expedição acreditava que o pombo tinha sido extinto em 1929. O último avistamento relatado por nativos foi em algum momento no início da década de 1940, perto de Sasamungga junto ao rio Kolombangara, embora esta observação nunca tenha sido confirmada. Buscas nas pequenas ilhas de Rob Roy e Wagina (livres da presença de gatos) ao longo da costa sudeste de Choiseul, bem como na vegetação pantanosa costeira da ilha, foram realizadas na década de 1960 pelo ornitólogo britânico Shane A. Parker, mas não descobriram quaisquer sinais do pombo. O cientista americano Jared Diamond procurou a ave em 1974, mas também não obteve sucesso. Uma expedição biológica às ilhas Salomão em 2014 não avistou a espécie.

## Relação com humanos

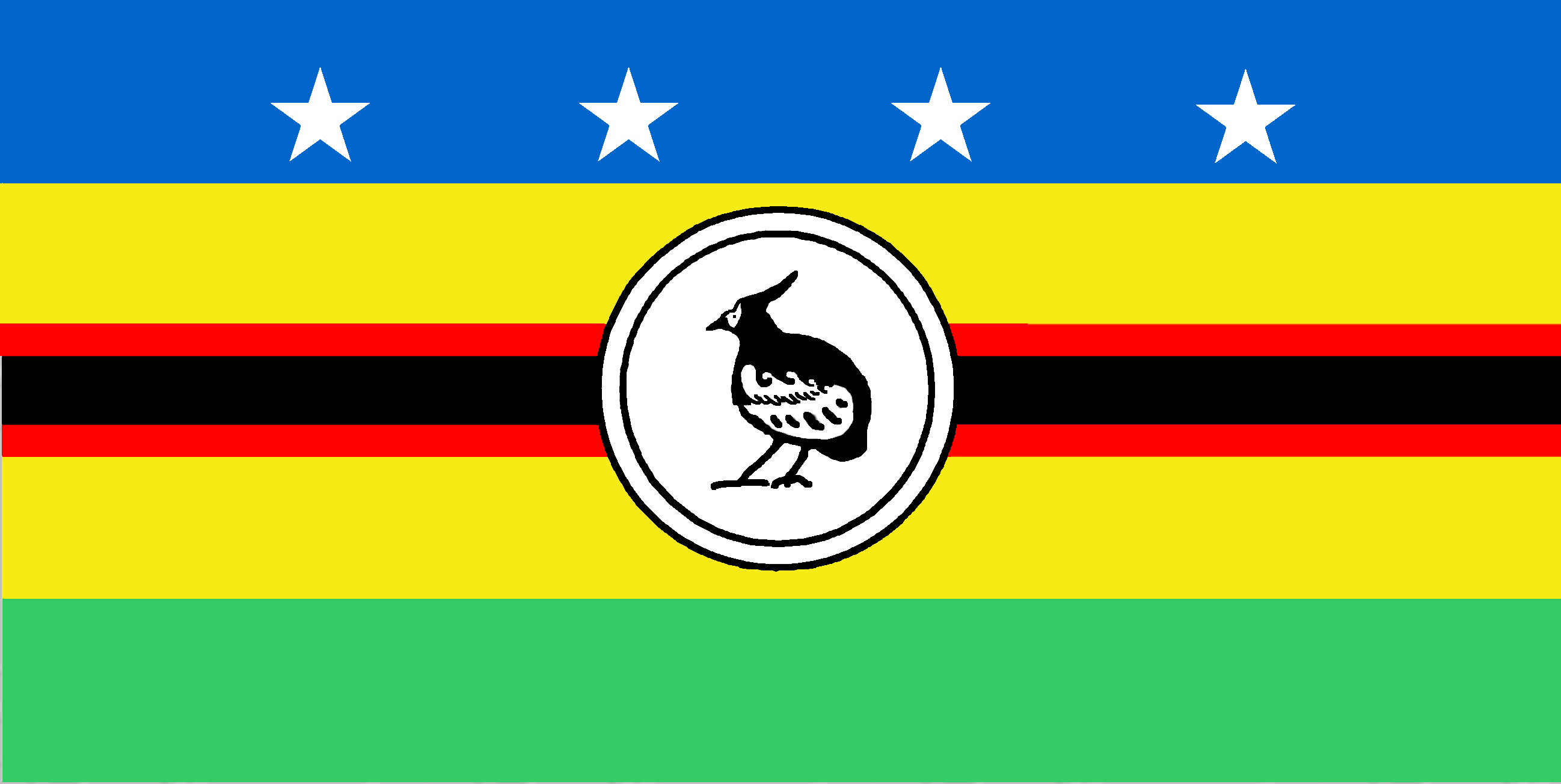
O pombo está presente na bandeira da província de Choiseul.

O pombo servia como fonte de alimento para a população local. Os nativos encontravam os lugares onde a ave dormia através do som que ela emitia ou pelos restos de excrementos que se acumulavam embaixo de onde se empoleiravam. Era benquista pelos povos indígenas e histórias sobre um delicioso pombo terrestre foram passadas de geração a geração pelos anciãos locais, mesmo após sua extinção. Um nativo deixou implícito que as pedras da moela do pombo podem ter tido valor localmente. Depois do desaparecimento da ave, os povos indígenas têm, ocasionalmente, confundido o pombo-coroado-de-choiseul com o Reinwardtoena crassirostris no folclore moderno, e várias alegações de que a ave ainda existe podem ter sido baseadas em avistamentos de indivíduos desta última espécie. Após a sua descoberta, a pele da ave era alvo de cobiça de vários colecionadores no Ocidente; a Whitney South Sea Expedition passou três dispendiosos meses em Choiseul com o objetivo primordial de capturar exemplares do pombo-coroado-de-choiseul. Em 2012, o pombo foi homenageado em um selo de Moçambique juntamente com várias outras aves extintas. O pombo-coroado-de-choiseul está representado na bandeira da província de Choiseul.

### Extinção
A população indígena acreditava que o pombo se tornou extinto devido à predação por gatos e, em menor proporção, por cães selvagens. Como Choiseul não tinha mamíferos carnívoros locais, o pombo, com seus hábitos terrestres, era particularmente suscetível à introdução de gatos. Se o pombo alguma vez existiu em ilhas nas quais os gatos selvagens nunca chegaram, acredita-se que a depuração do seu habitat de floresta o teria levado à extinção local. Já que não houve relatos comprovados desde 1904, apesar de muitas buscas, a União Internacional para a Conservação da Natureza e dos Recursos Naturais declarou a espécie extinta. Como vários ornitólogos visitaram Choiseul e as ilhas próximas antes de Meek sem notar qualquer sinal da existência da ave, é provável que o pombo-coroado-de-choiseul já estivesse à beira da extinção em 1904.